# مربع پاییزی

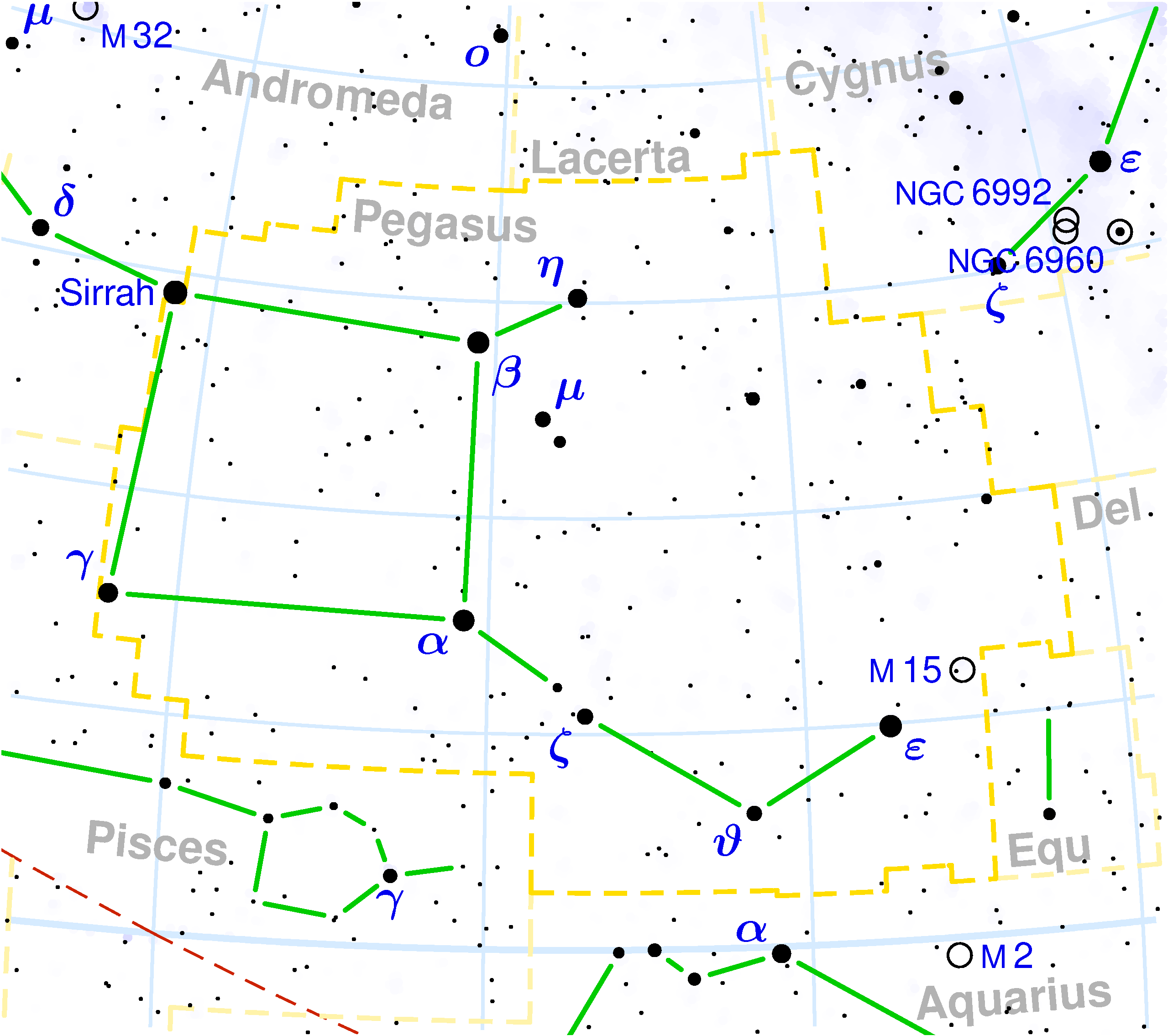
مربع پاییزی در زمینه صورت فلکی اسب بالدار

مربع پاییزی یا مربع بزرگ، یک صورتواره است که از چهار ستاره شاخص در صورت فلکی اسب بزرگ به شکل یک مربع بزرگ جلوه گر است. ستارگان مرکب‌الفرس (زین اسب)، ساعدالفرس (بازوی اسب)، جنب (پهلوی اسب) و سُرَّةالفَرَس (آلفای صورت فلکی زن برزنجیر) این مربع را تداعی می‌کنند.

## ستاره‌های مربع پاییزی
| نام                        | صورت فلکی  | قدر ظاهری | فروزندگی (× خورشید) | رده‌بندی ستارگان | فاصله (سال نوری) |
| -------------------------- | ---------- | --------- | ------------------- | --------------- | ---------------- |
| مرکب‌الفرس (زین اسب)        | اسب بالدار | -         | -                   | -               | -                |
| ساعدالفرس (بازوی اسب)      | اسب بالدار | -         | -                   | -               | -                |
| جنب (پهلوی اسب)            | اسب بالدار | -         | -                   | -               | -                |
| سُرَّةالفَرَس (آلفا زن برزنجیر) | زن برزنجیر | -         | -                   | -               | -                |